# والت بوير
والت بوير (بالإنجليزية: Walt Bowyer)‏ هو لاعب كرة قدم أمريكية أمريكي، ولد في 8 سبتمبر 1960 في بيتسبرغ في الولايات المتحدة.

## وصلات خارجية
- والت بوير على موقع مرجع كرة القدم المحترفة.كوم (الإنجليزية)
- والت بوير على موقع JustSportsStats.com (الإنجليزية)